# Воронье (Костромская область)
Воронье — село в Судиславском районе Костромской области России. Административный центр Воронского сельского поселения. 

## География
Село находится на берегу реки Мера, на автодороге Р98 (Кострома — Верхнеспасское).

### Часовой пояс
Село Воронье, как и вся Костромская область, находится в часовой зоне МСК (московское время). Смещение применяемого времени относительно UTC составляет +3:00.

## Население
| 2008 | 2010 | 2014 |
| ---- | ---- | ---- |
| 496  | ↘368 | ↗462 |

## Известные уроженцы
- Арсений (Москвин) (1795—1876) — епископ Русской православной церкви.